# Ґлушин (Підляське воєводство)
Ґлушин (пол. Głuszyn) — село в Польщі, у гміні Краснополь Сейненського повіту Підляського воєводства.
Населення — 102 особи (2011).
У 1975-1998 роках село належало до Сувальського воєводства.

## Демографія
Демографічна структура станом на 31 березня 2011 року:
|          | Загалом | Допрацездатний вік | Працездатний вік | Постпрацездатний вік |
| -------- | ------- | ------------------ | ---------------- | -------------------- |
| Чоловіки | 58      | 13                 | 39               | 6                    |
| Жінки    | 44      | 7                  | 29               | 8                    |
| Разом    | 102     | 20                 | 68               | 14                   |